# Yōhei Hayashi
Yōhei Hayashi (japanisch 林 容平 Hayashi Yōhei; * 16. Juli 1989 in Sayama) ist ein japanischer Fußballspieler.

## Karriere
Hayashi erlernte das Fußballspielen in der Jugendmannschaft von den Urawa Reds und der Universitätsmannschaft der Chūō-Universität. Seinen ersten Vertrag unterschrieb er 2012 beim FC Tokyo. Der Verein spielte in der höchsten Liga des Landes, der J1 League. Für den Verein absolvierte er vier Erstligaspiele. 2014 wurde er an den Zweitligisten Fagiano Okayama ausgeliehen. Für Fagiano absolvierte er 15 Zweitligaspiele. Im Juli 2014 wurde er an den Zweitligisten Ōita Trinita ausgeliehen. Für den Verein absolvierte er 20 Ligaspiele. 2015 kehrte er zum FC Tokyo zurück. Für den Verein absolvierte er 11 Erstligaspiele. 2017 wechselte er zum Zweitligisten Ōita Trinita. Für den Verein absolvierte er 26 Ligaspiele. Der Drittligist Blaublitz Akita nahm ihn ab Anfang 2019 unter Vertrag. Mit Blaublitz feierte er 2020 die Meisterschaft der dritten Liga und den Aufstieg in die zweite Liga.

## Erfolge
Blaublitz Akita
- J3 League: 2020  ▲